# کالینوویک
کالینویک (به لاتین: Kalinovik) یک شهرستان در بوسنی و هرزگوین است که در جمهوری صرب بوسنی واقع شده‌است.

## خصوصیات
کالینویک ۶۸۱٬۱۵ کیلومترمربع مساحت و ۲٬۲۴۰ نفر جمعیت دارد.